# Prajnaparamita

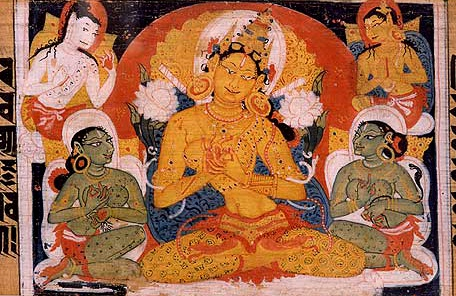
Prajñāpāramitā personificado. Desde el Aṣṭasāhasrikā Prajñāpāramitā Sūtra.

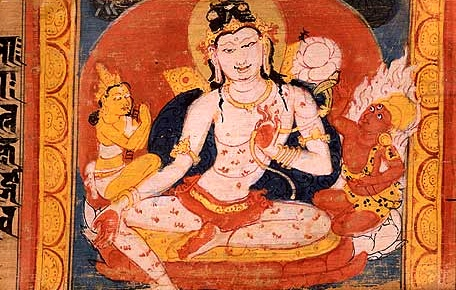
Avalokiteśvara. Aṣṭasāhasrikā Prajñāpāramitā Sūtra manuscrito. Nālandā, Bihar, India.

Prajñāpāramitā significa "la Perfección de la Sabiduría (Trascendente)" en el Budismo Mahāyāna. Prajñāpāramitā se refiere a esta forma perfeccionada de ver la naturaleza de la realidad, así como a un cuerpo particular de sutras y a la personificación del concepto en el Bodhisattva conocido como la "Gran Madre" (tibetano: Yum Chenmo). La palabra Prajñāpāramitā combina las palabras sánscritas prajñā "sabiduría" con pāramitā "perfección". Prajñāpāramitā es un concepto central en el budismo Mahāyāna y generalmente está asociado con la doctrina del vacío (Shunyata) o 'falta de Svabhava' (esencia) y las obras de Nagarjuna. Su práctica y comprensión se consideran elementos indispensables del camino del Bodhisattva.
Según Edward Conze, los Prajñāpāramitā Sutras son "una colección de unos cuarenta textos... compuestos en algún lugar alrededor del subcontinente indio entre aproximadamente 100 aC y 600 dC". Se piensa que algunos sajras de Prajnāpāramitā están entre los sūtras más antiguos de Mahāyāna.
Una de las características importantes de los Sutras de Prajñāpāramitā es anutpada (nonato, sin origen).

## Historia

### Primeros textos

#### Aṣṭasāhasrikā Prajñāpāramitā
Los eruditos occidentales han considerado tradicionalmente que el sūtra más antiguo en la clase de Prajñāpāramitā es el Aṣṭasāhasrikā Prajñāpāramitā Sūtra o "Perfección de la sabiduría en 8,000 líneas", que probablemente se escribió en el siglo I a. C. Esta cronología se basa en las opiniones de Edward Conze, quien en gran medida consideró las fechas de traducción a otros idiomas. Este texto también tiene una versión correspondiente en formato de verso, llamada Ratnaguṇasaṃcaya Gāthā, que algunos creen que es un poco más antiguo porque no está escrito en sánscrito literario estándar. Sin embargo, estos hallazgos se basan en textos indios de fecha tardía, en los cuales los versos y los mantras a menudo se mantienen en formas más arcaicas.
Además, varios eruditos han propuesto que las enseñanzas de Mahāyāna Prajñāpāramitā fueron desarrolladas por primera vez por la subsección Caitika de Mahāsāṃghikas. Creen que el Aṣṭasāhasrikā Prajñāpāramitā Sūtra se originó entre las escuelas del sur de Mahāsāṃghika de la región de Āndhra, a lo largo del río Kṛṣṇa. Estos Mahāsāṃghikas tenían dos monasterios famosos cerca de Amarāvati y el Dhānyakataka, que dieron sus nombres a las escuelas Pūrvaśaila y Aparaśaila.  Cada una de estas escuelas tenía una copia del Aṣṭasāhasrikā Prajñāpāramitā Sūtra en Prakrit. Guang Xing también evalúa la opinión del Buda dada en el Aṣṭasāhasrikā Prajñāpāramitā Sūtra como la de los Mahāsāṃghikas. Edward Conze estima que este sūtra se originó alrededor del 100 a. C.
En 2012, Harry Falk y Seishi Karashima publicaron un manuscrito Kharoṣṭhī dañado y parcial de Aṣṭasāhasrikā Prajñāpāramitā. La datación del radiocarbono estima su origen del año 75, por lo que es uno de los textos budistas más antiguos que existen. Es muy similar a la primera traducción china del Aṣṭasāhasrikā por Lokakṣema (179) cuyo texto de origen se supone que está en el idioma Gāndhārī; la traducción de Lokakṣema es también la primera traducción existente del género Prajñāpāramitā a un idioma no india. La comparación con el texto sánscrito estándar muestra que también es probable que sea una traducción de Gāndhāri, ya que se expande en muchas frases y proporciona glosas para palabras que no están presentes en el Gāndhārī. Esto apunta a que el texto se compone en Gāndhārī, el idioma de Gandhara (la región que ahora se conoce como la frontera noroeste de Pakistán, que incluye Peshawar, Taxila y el valle de Swat). El manuscrito "Dividido" es evidentemente una copia de un texto anterior, que confirma que el texto puede ser anterior al primer siglo de la era común.

#### Vajracchedikā Prajñāpāramitā
En contraste con la erudición occidental, los eruditos japoneses han considerado tradicionalmente que el Sūtra del Diamante (Vajracchedikā Prajñāpāramitā Sūtra) es desde una fecha muy temprana en el desarrollo de la literatura Prajñāpāramitā.  La razón habitual de esta cronología relativa que coloca a Vajracchedikā antes no es su fecha de traducción, sino una comparación de los contenidos y temas. Algunos eruditos occidentales también creen que el Aṣṭasāhasrikā Prajñāpāramitā Sūtra fue adaptado del anterior Vajracchedikā Prajñāpāramitā Sūtra.
Al examinar el lenguaje y las frases usadas tanto en Aṣṭasāhasrikā como en Vajracchedikā, Gregory Schopen también considera que Vajracchedikā es anterior a Aṣṭasāhasrikā. Esta visión se toma en parte examinando paralelos entre las dos obras, en las que el Aṣṭasāhasrikā parece representar la posición posterior o más desarrollada. Según Schopen, estas obras también muestran un cambio en el énfasis de una tradición oral (Vajracchedikā) a una tradición escrita (Aṣṭasāhasrikā).

### Descripción general de las sūtras Prajñāpāramitā

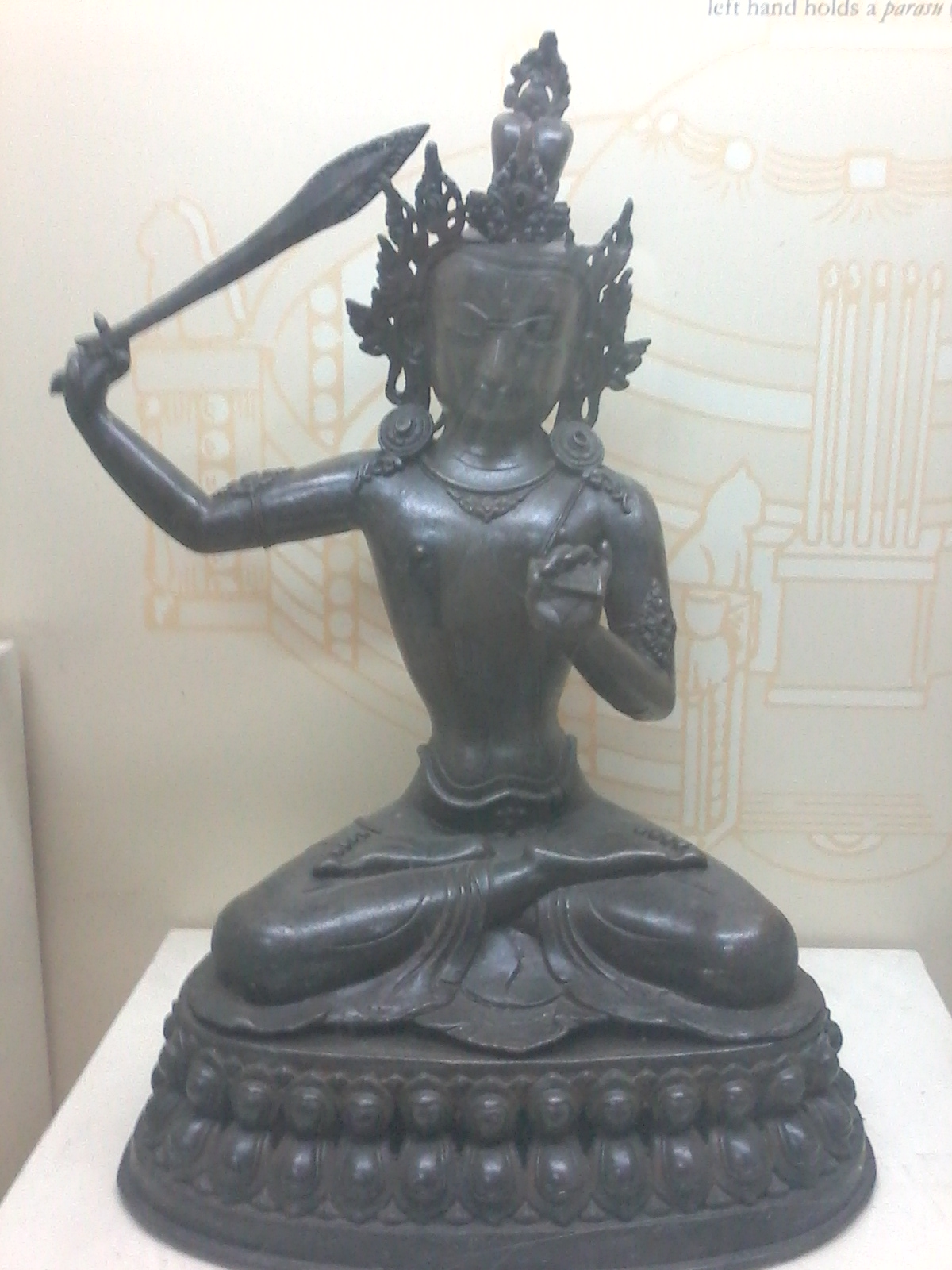
Arapacana manjusri con prajnaparamita en su mano derecha. La estatua pertenece a 18 CAD, Tíbet. Actualmente en el Museo Arqueológico Estatal.

Un comentario indio sobre el Mahāyānasaṃgraha, titulado Vivṛtaguhyārthapiṇḍavyākhyā, da una clasificación de las enseñanzas según las capacidades de la audiencia:

Según las calificaciones de los discípulos, el Dharma está [clasificado como] inferior y superior. Por ejemplo, los inferiores se enseñaban a los mercaderes Trapuṣa y Ballika porque eran hombres comunes y corrientes; el medio se enseñó al grupo de cinco porque estaban en la etapa de los santos; los ocho Prajñāpāramitās fueron enseñados a los bodhisattvas, y [los Prajñāpāramitās] son superiores en la eliminación de formas conceptualmente imaginadas. Las ocho [Prajñāpāramitās] son las enseñanzas del Prajñāpāramitā de la siguiente manera: Triśatikā, Pañcaśatikā, Saptaśatikā, Aṣṭadaśasāhasrikā, Pañcaviṃśatisāhasrikā y Śatasāhasrikā.

Los títulos de estos ocho textos de Prajñāpāramitā se dan según su longitud. Los textos también pueden tener otros títulos sánscritos, o diferentes variaciones que pueden ser más descriptivas. Las longitudes especificadas por los títulos se dan a continuación.
1. Triśatikā Prajñāpāramitā Sūtra: 300 líneas, también conocidas como Vajracchedikā Prajñāpāramitā Sūtra (Sūtra del Diamante)
2. Pañcaśatikā Prajñāpāramitā Sūtra: 500 líneas
3. Saptaśatikā Prajñāpāramitā Sūtra: 700 líneas, la exposición de Prajñāpāramitā del bodhisattva Mañjuśrī
4. Sārdhadvisāhasrikā Prajñāpāramitā Sūtra: 2500 líneas, de las preguntas de Suvikrāntavikrāmin Bodhisattva
5. Aṣṭasāhasrikā Prajñāpāramitā Sūtra: 8000 líneas
6. Aṣṭadaśasāhasrikā Prajñāpāramitā Sūtra: 18,000 líneas
7. Pañcaviṃśatisāhasrikā Prajñāpāramitā Sūtra: 25,000 líneas, también conocida como Mahāprajñāpāramitā Sūtra
8. Śatasāhasrikā Prajñāpāramitā Sūtra: 100,000 líneas, también conocida como Mahāprajñāpāramitā Sūtra

Según Joseph Walser, hay evidencia de que el Pañcaviṃśatisāhasrikā Prajñāpāramitā Sūtra (25.000 líneas) y el Śatasāhasrikā Prajñāpāramitā (100.000 líneas) tiene una conexión con la secta Darmaguptaka, mientras que la Aṣṭasāhasrikā Prajñāpāramitā Sūtra (8.000 líneas) no la tiene.
Además de estos, también hay otras sajás de Prajñāpāramitā, como el Sutra del Corazón (Prajñāpāramitā Hṛdaya), que existe en versiones más cortas y más largas. Con respecto a los textos más cortos, Edward Conze escribe: "Dos de ellos, el Sūtra del Diamante y el Sūtra del Corazón están en una clase por sí mismos y merecidamente reconocidos en todo el mundo del budismo del norte. Ambos han sido traducidos a muchos idiomas y se han comentado a menudo ". Algunos eruditos consideran que el Sutra del diamante es mucho más antiguo. El erudito Jan Nattier sostiene que el Sutra del corazón es un texto apócrifo compuesto en China a partir de extractos del Pañcaviṃśatisāhasrikā y otros textos del siglo VII. Red Pine, sin embargo, no apoya el argumento de Nattiers y cree que el Prajnaparamita Hridaya Sutra es de origen indio.
Las versiones tántricas de la literatura de Prajñāpāramitā se produjeron a partir del año 500 EC e incluyen sutras como el Adhyardhaśatikā Prajñāpāramitā (150 líneas). Además, algunos budistas tibetanos sostienen que las enseñanzas de Prajñāpāramitā terma han sido conferidas a Nāgārjuna por el "Rey de los Nāgas" de Nāgarāja, que las había estado protegiendo en el fondo del mar.

### Comentarios y traducciones
Hay varios comentarios indios y posteriores chinos sobre los sutras de Prajñāpāramitā, algunos de los comentarios más influyentes incluyen:
- Mahāprajñāpāramitāupadeśa (大智 度 論, T no. 1509) es un texto masivo y enciclopédico traducido al chino por el erudito budista Kumarajiva (344–413 CE). Es un comentario sobre el Pañcaviṃśatisāhasrikā Prajñāpāramitā. Este texto afirma ser del filósofo budista Nagarjuna (c. siglo II) en el colofón, pero varios estudiosos como Etienne Lamotte han cuestionado esta atribución. Esta obra fue traducida por Lamotte como Le Traité de la Grande Vertu de Sagesse y al inglés del francés por Gelongma Karma Migme Chodron.[19]
- Abhisamayālaṅkāra (Ornamento de la realización clara), el shastra central de Prajñāpāramitā en la tradición tibetana. Tradicionalmente, se atribuye como una revelación del Bodhisattva Maitreya al erudito Asanga (siglo IV, EE. UU.), Conocido como maestro de la escuela Yogācāra. El comentario indio sobre este texto de Haribadra, el Abhisamayalankaraloka, también ha sido influyente en los textos tibetanos posteriores.
- Śatasāhasrikā-pañcaviṃśatisāhasrikāṣṭādaśasāhasrikā-prajñāpāramitā-bṛhaṭṭīkā, a menudo atribuida a Vasubandhu (siglo IV).[20]
- Satasahasrika-paramita-brhattika, atribuido a Damstrásena.
- Prajnaparamitarthasamgraha-karika de Dignaga.
- Prajñāpāramitopadeśa de Ratnākaraśānti.

Los sutras fueron llevados por primera vez al Tíbet en el reinado de Trisong Detsen (742-796) por los eruditos Jinamitra y Silendrabodhi y el traductor Yeshe De.

### Prajñāpāramitā en Asia Central
A mediados del siglo III d. C., parece que algunos textos de Prajñāpāramitā se conocían en Asia Central, según informó el monje chino Zhu Shixing, quien trajo un manuscrito de la Prajñāpāramitā de 25,000 líneas:

Cuando en el 260 dC, el monje chino Zhu Shixing eligió ir a Khotan en un intento de encontrar "sūtras" sánscritos originales, logró ubicar el "Prajñāpāramitā" sánscrito en 25,000 versos , y trató de enviarlo a China. En Khotan, sin embargo, hubo numerosos Hīnayānists que intentaron evitarlo porque consideraban el texto como heterodoxo. Finalmente, Zhu Shixing se quedó en Khotan, pero envió el manuscrito a Luoyang, donde fue traducido por un monje khotanés llamado Mokṣala. En 296, el monje khotanés Gītamitra llegó a Chang'an con otra copia del mismo texto.

### China
En China, hubo una extensa traducción de muchos textos de Prajñāpāramitā a partir del siglo II d. Los principales traductores incluyen: Lokakṣema (支 婁 迦 讖), Zhī Qīan (支 謙), Dharmarakṣa (竺 法 護), Mokṣala (無 叉), Kumārajīva (鳩摩羅什, 408 CE), Xuánzàng (玄奘), Făxián (法 賢) y Dānapāla (施 護). Estas traducciones fueron muy influyentes en el desarrollo de Asia Oriental Mādhyamaka y en el budismo chino.
Xuanzang (fl. C. 602–664) fue un erudito chino que viajó a la India y regresó a China con tres copias del Mahāprajñāpāramitā Sūtra que había obtenido de sus extensos viajes. Xuanzang, con un equipo de traductores, comenzó a traducir el voluminoso trabajo en 660 utilizando las tres versiones para garantizar la integridad de la documentación de origen. Xuanzang estaba siendo alentado por varios de los traductores para presentar una versión abreviada. Después de que una serie de sueños aceleró su decisión, Xuanzang decidió rendir un volumen completo, fiel al original de 600 fascículos.
También hay comentarios posteriores de budistas zen sobre el Sutra del corazón y el diamante, y el comentario de Kūkai (siglo IX) es el primer comentario tántrico conocido.

## Temas en Prajñāpāramitā sutras

### Temas centrales

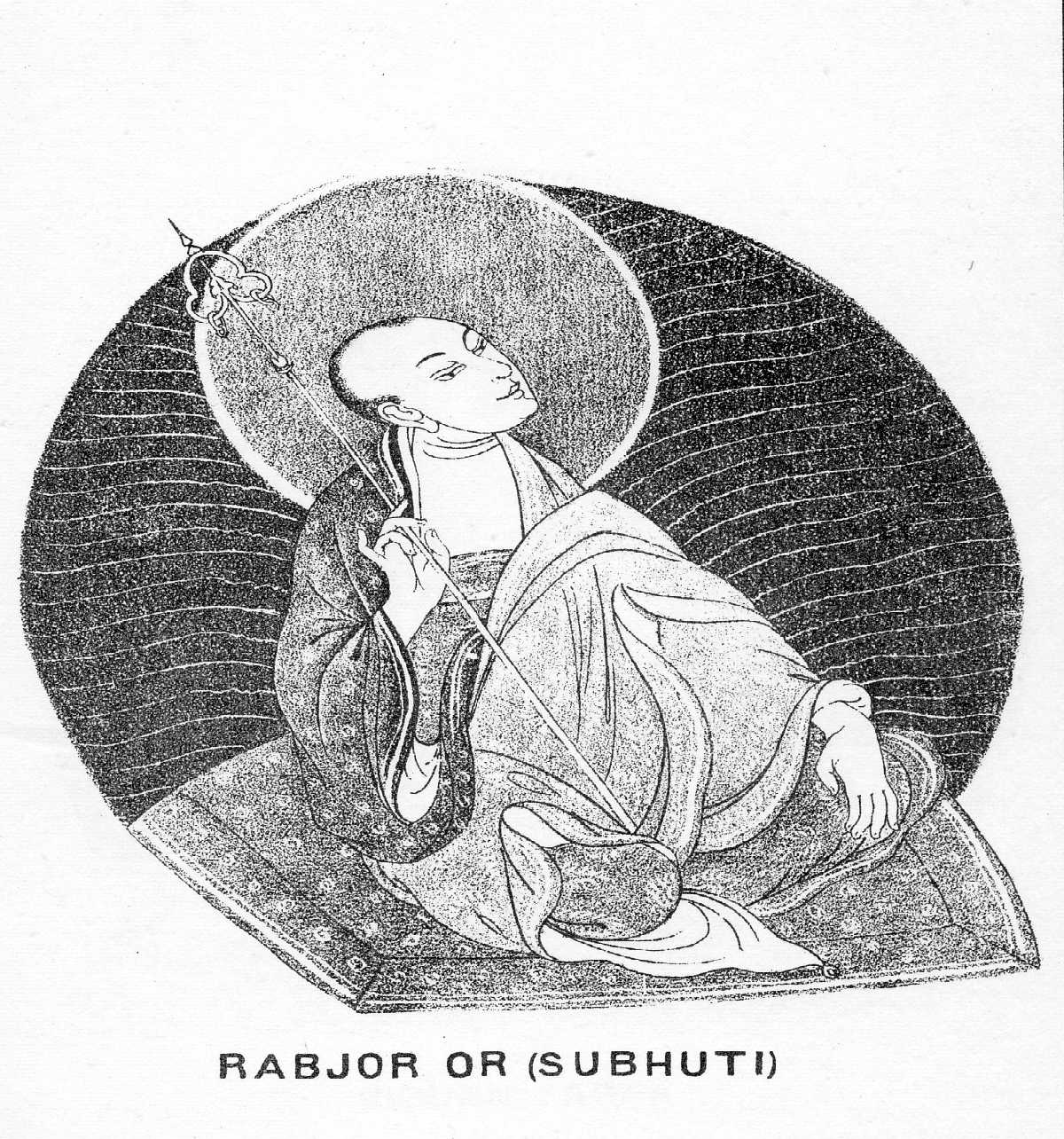
Una ilustración tibetana de Subhuti, un personaje principal en los sutras del PP que se proclama como el principal "habitante en el no conflicto" (araṇavihārīnaṃ) y "de aquellos dignos de ofrecer" (dakkhiṇeyyānaṃ).

#### El Bodhisattva y Prajñāpāramitā
Un tema clave de los sutras de Prajñāpāramitā es la figura del Bodhisattva (literalmente: despertar-ser) que se define en el sutra de PP de 8,000 líneas como:
"Quien entrena en todos los dharmas [fenómenos] sin obstrucción [asakti, asaktatā], y también conoce a todos los dharmas como realmente son."
Un Bodhisattva es entonces un ser que experimenta todo "sin apego" (asakti) y ve la realidad (Tathātā) tal como es. El Bodhisattva es el principal ideal en Mahayana (Gran Vehículo), que considera que la meta del camino budista se convierte en un Buda por el bien de todos los seres sintientes, no solo de ti mismo:
Ellos deciden que "un solo ser dominaremos"... un solo yo llevaremos al Nirvana final ". Un Bodhisattva ciertamente no debería entrenarse de tal manera.  Por el contrario, él debería entrenarse a sí mismo de esta manera: "Mi propio yo lo colocaré en la Talidad [el verdadero camino de las cosas], y, para que todo el mundo pueda ser ayudado,  Pondré a todos los seres en la Dicha, y conduciré a Nirvana todo el mundo inconmensurable de los seres".
Una cualidad central del Bodhisattva es su práctica de Prajñāpāramitā, un estado de conocimiento más profundo (gambhīra) que es una comprensión de la realidad que surge del análisis, así como también de la percepción meditativa. Es no conceptual y no dual (advaya), así como trascendental. Literalmente, el término podría traducirse como "conocimiento ido a la otra (orilla)", o conocimiento trascendental. El PP sutra en 8000 líneas dice:
Esto se conoce como la Prajñāpāramitā de los bodhisattvas; no aferrarse a la forma, no aferrarnos a la sensación, la percepción, las voliciones y la cognición.
Un pasaje adicional en la línea 8,000 del PP sutra establece que Prajñāpāramitā significa que un Bodhisattva se encuentra en el vacío (shunyata) al no estar de pie (√sthā) o apoyarse en cualquier dharma (fenómenos), ya sea condicionado o no condicionado. Los dharmas sobre los que un Bodhisattva "no está parado" incluyen listas estándar como: los cinco agregados, los campos de los sentidos (ayatana), nirvana, Budeidad, etc. Esto se explica al afirmar que los Bodhisattvas "vagan sin hogar" (aniketacārī); "casa" o "morada" significan signos (nimitta, que significa una impresión mental subjetiva) de objetos sensoriales y las aflicciones que surgen dependiendo de ellos. Esto incluye la ausencia, el "no asumir" (aparigṛhīta) de incluso signos y percepciones mentales "correctos" como "forma no es uno mismo", "practico Prajñāpāramitā", etc. Para ser liberado de todas las construcciones y signos, a estar sin signo (animitta) es estar vacío de ellos y esto es permanecer en Prajñāpāramitā. Los sutras del PP afirman que todos los Budas y Bodhisattvas en el pasado han practicado Prajñāpāramitā. Prajñāpāramitā también está asociada con Sarvajñata (conocimiento total) en los sutras PP, una cualidad de la mente de un Buda que conoce la naturaleza de todos los dharmas.

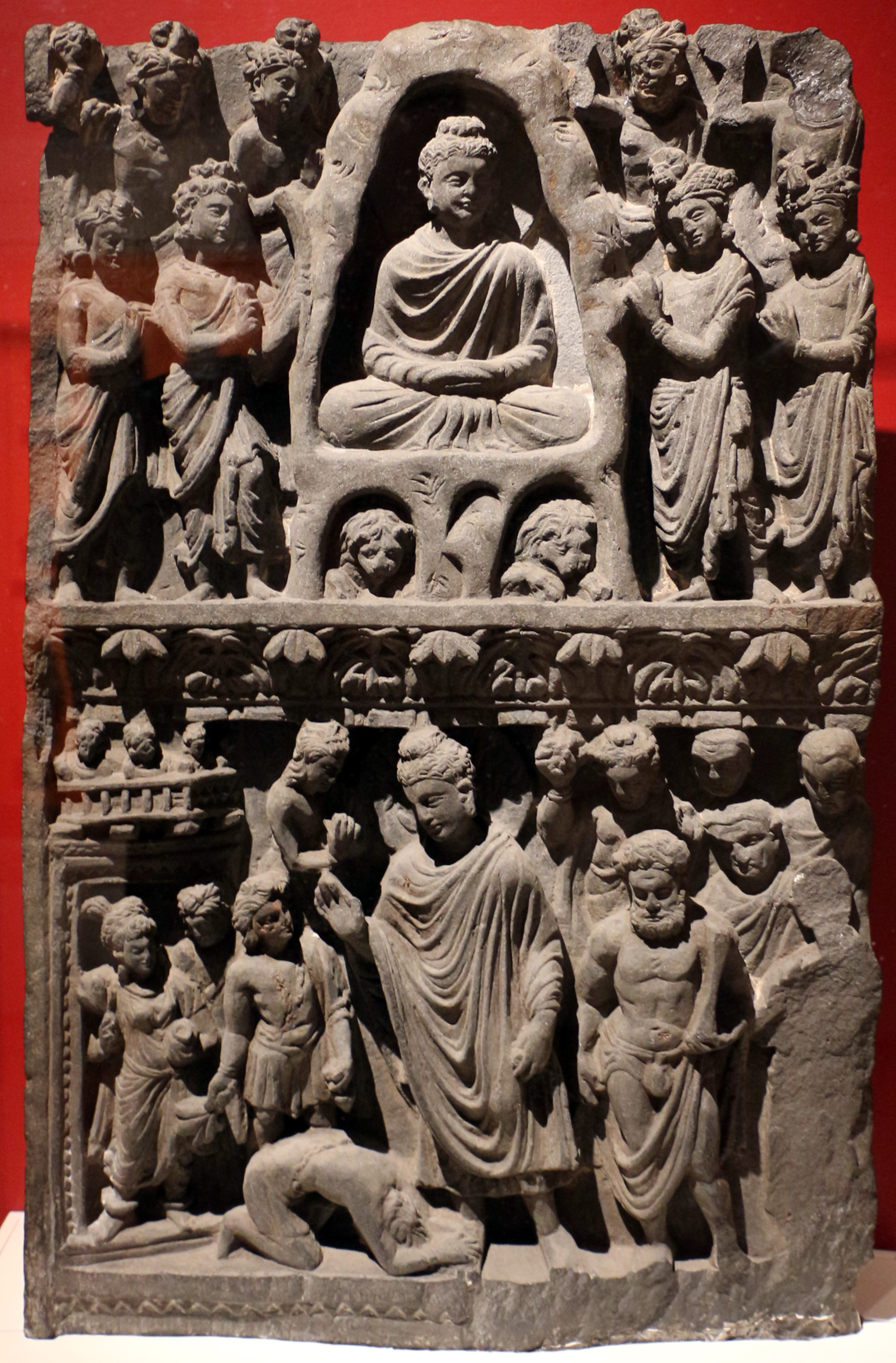
Representación de Gandharan del Bodhisattva (el futuro Buda Shakyamuni) postrada a los pies del pasado Buda Dipankara.

Según Karl Brunnholzl, Prajñāpāramitā significa que "todos los fenómenos desde la forma hasta la omnisciencia están totalmente desprovistos de características intrínsecas o de su propia naturaleza". Además, "tal sabiduría omnisciente es siempre no conceptual y está libre de puntos de referencia ya que es "La conciencia constante y panorámica de la naturaleza de todos los fenómenos y no implica ningún cambio entre el equilibrio meditativo y el logro posterior".
Edward Conze describió varias cualidades psicológicas de la práctica de Prajñāpāramitā de un Bodhisattva:
- No aprehensión (anupalabdhi)
- No establecerse o "no adjuntar" (anabhinivesa)
- No logro (aprapti). Ninguna persona puede "tener" o "poseer" o "adquirir" u "ganar" cualquier dharma.
- No confiar en ningún dharma, no ser apoyado, no apoyarse en ningún dharma.
- "Finalmente, uno puede decir que la actitud del sabio perfeccionado es de no afirmación".

#### Otras cualidades del Bodhisattva
Los sutras del PP también enseñan la importancia de las otras paramitas (perfecciones) para el Bodhisattva como Ksanti (paciencia): "Sin recurrir a esta paciencia (kṣānti), ellos [bodhisattvas] no pueden alcanzar sus metas respectivas".
Otra cualidad del Bodhisattva es su libertad del miedo (na √tras) frente a la doctrina aparentemente impactante del vacío de todos los dharmas que incluye su propia existencia. Un buen amigo (kalyanamitra) es útil en el camino hacia la intrepidez. Los Bodhisattvas tampoco tienen orgullo o auto-concepción (na manyeta) de su propia estatura como Bodhisattvas. Estas son características importantes de la mente de un bodhisattva, llamada bodhicitta. Los sutras del PP también mencionan que la bodichita es una vía intermedia, no se considera aprehendida como existente (astitā) o inexistente (nāstitā) y es "inmutable" (avikāra) y "libre de conceptualización" (avikalpa).

Se dice que el Bodhisattva genera "gran compasión" (maha-karuṇā) para todos los seres en su camino hacia la liberación y, sin embargo, también mantiene un sentido de ecuanimidad (upekṣā) y se aleja de ellos a través de su comprensión del vacío, debido a lo cual, el Bodhisattva sabe que incluso después de traer innumerables seres al nirvana, "ningún ser viviente ha sido llevado al nirvana". Bodhisattvas y Mahasattvas también están dispuestos a renunciar a todos sus actos meritorios por los seres sensibles y desarrollar medios hábiles (upaya) para ayudar a abandonar las opiniones falsas y enseñarles el Dharma. La práctica de Prajñāpāramitā permite que un Bodhisattva se convierta en:
"un salvador de los indefensos, un defensor de los indefensos, un refugio para aquellos que no tienen refugio, un lugar para descansar para aquellos que no tienen lugar de descanso, el alivio final de aquellos que están sin él, una isla para aquellos sin uno, una luz para el ciego, una guía para los que no tienen guía, un recurso para aquellos sin uno y.... guía para el camino de aquellos que lo han perdido, y usted se convertirá en un apoyo para aquellos que están sin apoyo ".

#### Tathātā

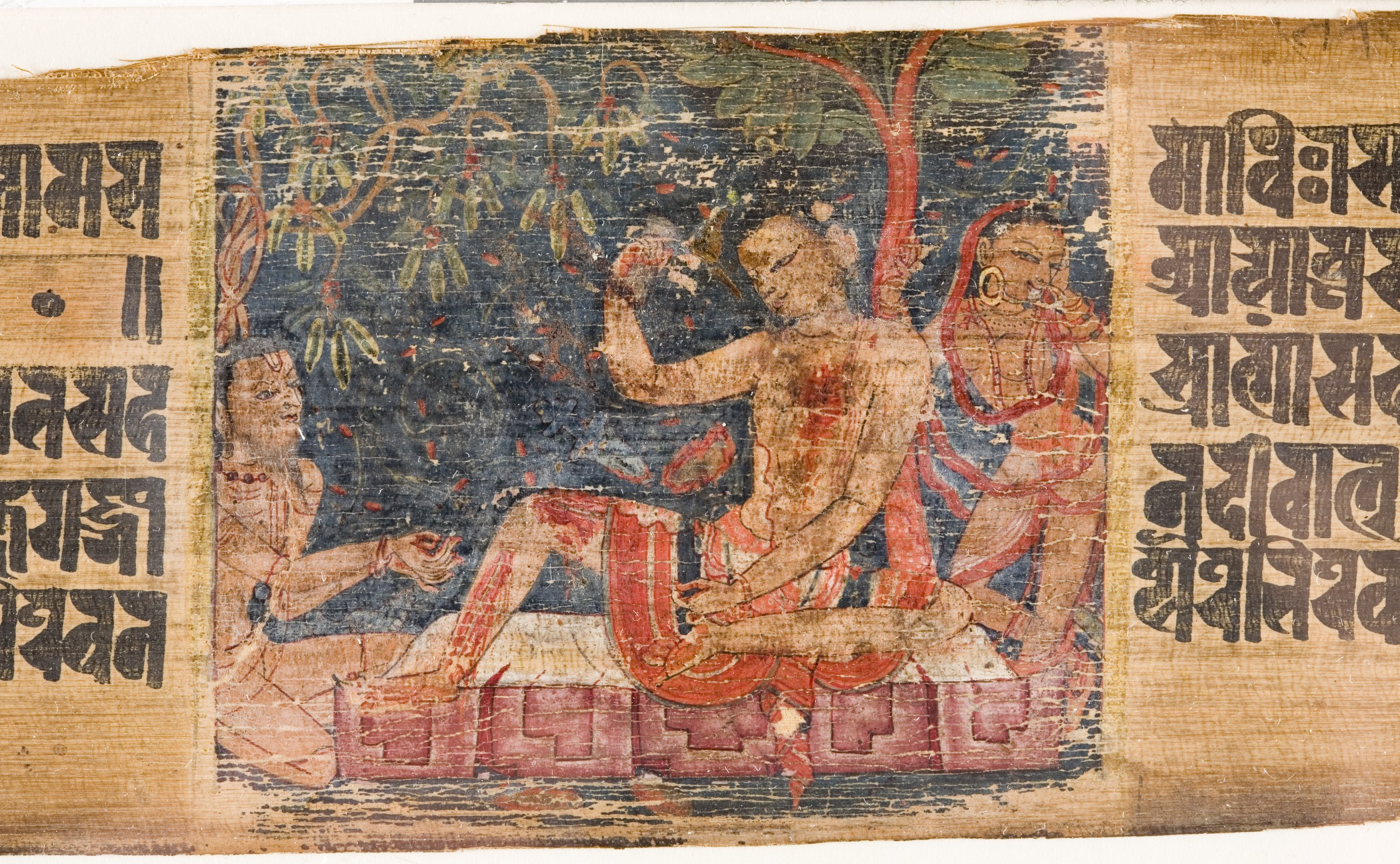
Ilustración de Bodhisattva Sadāprarudita (Siempre llorando), un personaje en la sección de 8000 líneas PP sutra Avadana, que es usado por Buda como un ejemplo de aquellos que buscan Prajñāpāramitā.

Tathātā (Talidad o Así) y el término relacionado Dharmatā (la naturaleza del Dharma), y Tathāgata también son términos importantes de los textos PP. Practicar Prajñāpāramitā significa practicar de acuerdo con "la naturaleza del Dharma" y ver el Tathāgata (es decir, el Buda). Como dice el sutra 8000 de la línea PP, estos términos se usan generalmente de manera equivalente: "Como la condición de ser (tathatā) de dharmas es inamovible (acalitā), y la condición de ser (tathatā) de dharmas es Tathāgata". El Tathāgata se dice en el sutra de 8000 líneas PP para "ni venir ni ir". Además, el sutra PP de 8000 líneas incluye una lista de sinónimos asociados con Tathāgata como "más allá de ir y venir", que incluyen: 1. Talidad (tathatā); 2. Unarisen (anutpāda); 3. Límite de realidad (bhūtakoṭi); 4. Śūnyatā; 5. División (yathāvatta); 6. Desprendimiento (virāga); 7. Cese (nirodha); 8. Elemento espacio (ākāśadhātu). El sutra dice entonces:
Aparte de estos dharmas, no hay Tathāgata. La talidad de estos dharmas, y la talidad de los Tathāgatas, es una sola tal individualidad ( ekaivaiṣā tathatā ), no dos, no divididas ( dvaidhīkāraḥ ). ... más allá de toda clasificación ( gaṇanāvyativṛttā ), debido a la no existencia ( asattvāt ).
Entonces, la cosa no viene ni se va porque, al igual que los otros términos, no es una entidad real (bhūta, svabhāva), sino que simplemente aparece conceptualmente a través de la originación dependiente, como un sueño o una ilusión.. 
Edward Conze enumera seis formas en las que la Prajñāpāramitā considera el estado ontológico de los dharmas:
1. Los Dharmas no existen porque no tienen ser propio (svabhava).
2. Los dharmas tienen una existencia puramente nominal. Son meras palabras, una cuestión de expresión convencional.
3. Los Dharmas son "sin marcas, con una sola marca, es decir, sin marca". Una marca (laksana) es una propiedad distintiva que la separa de otros dharmas.
4. Los Dharmas están aislados (vivikta), absolutamente aislados (atyantavivikta).
5. Los Dharmas nunca han sido producidos, nunca han llegado a existir; Realmente nunca se han producido, son nonatos (ajata).
6. La no producción se ilustra mediante una serie de símiles, es decir, sueños, ilusiones mágicas, ecos, imágenes reflejadas, espejismos y espacio.

Es a través de ver este Tathātā que se dice que uno tiene una visión del Buda (el Tathāgata), ya que esto se llama ver el Dharmakaya del Buda (cuerpo del Dharma), que no es su cuerpo físico, pero nada más que la verdadera naturaleza de dharmas.

#### Negación y vacío
La mayoría de los eruditos budistas modernos, como Lamotte, Conze y Yin Shun, han visto a Śūnyatā (vacío, vacuidad, vacío) como el tema central de los sutras del PP. Edward Conze escribe:
Ahora es la enseñanza principal de Prajñāpāramitā con respecto al ser propio que está "vacía". El término sánscrito es  svabhāva-śūnya . Este es un compuesto  tatpuruṣa  (uno en el cual el último miembro está calificado por el primero sin perder su independencia gramatical), en el cual svabhava puede tener el sentido de cualquier caso oblicuo. El Mahayana entiende que los dharmas están vacíos de cualquier ser propio, es decir, que no son hechos definitivos por derecho propio, sino simplemente imaginados y falsamente discriminados, ya que todos y cada uno de ellos dependen de algo distinto a sí mismo. Desde un ángulo ligeramente diferente, esto significa que los dharmas, cuando se ven con [gnosis] perfeccionados, revelan un ser propio que es idéntico al vacío, es decir, en su propio ser están vacíos.
Los sutras de PP comúnmente usan declaraciones apofáticas para expresar la naturaleza de la realidad tal como la ve Prajñāpāramitā. Un tropo común en los sutras de Prajñāpāramitā es la negación de una afirmación previa en la forma 'A no es A, por lo tanto, es A', o más a menudo niega solo una parte de la afirmación como: "XY es una Y menos XY ". El budista japonés, Hajime Nakamura, llama a esta negación la "lógica del no" (na prthak). Un ejemplo del diamante sutra de este uso de la negación es:
En lo que respecta a "todos los dharmas", Subhuti, todos ellos no tienen dharma. Es por eso que se les llama "todos los dharmas".
La razón detrás de esta forma es la yuxtaposición de la verdad convencional con la verdad última como se enseña en la doctrina budista de las dos verdades. Se supone que la negación de la verdad convencional expone la verdad última del vacío (Śūnyatā) de toda realidad: la idea de que nada tiene una esencia ontológica y que todas las cosas son meramente conceptuales, sin sustancia. 
Los sutras del PP establecen que los dharmas no deben conceptualizarse como existentes, ni como inexistentes, y usan la negación para resaltar esto: "en la forma en que existen los dharmas (saṃvidyante), simplemente no existen (asaṃvidyante)".

#### Māya
Los sutras de PP comúnmente afirman que todos los dharmas (fenómenos) son, de alguna manera, como una ilusión (māya), como un sueño (svapna) y como un espejismo. El Sutra del diamante dice:
"Una estrella fugaz, una nubosidad de la vista, una lámpara, una ilusión, una gota de rocío, una burbuja, un sueño, un relámpago, una nube de trueno. Esta es la forma en que uno debería ver lo condicionado".
Incluso las metas budistas más elevadas, como la Budeidad y el Nirvana, deben verse de esta manera, por lo que la sabiduría más elevada o prajña es un tipo de conocimiento espiritual que ve todas las cosas como ilusorias. Como Subhuti en la línea 8000 de los estados del sutra PP:
"Incluso si acaso pudiera haber algo más distinguido, de eso también diría que es como una ilusión, como un sueño. Porque no hay dos cosas diferentes que sean ilusiones y Nirvāṇa, sean sueños y Nirvāṇa."
Esto está relacionado con la impermanencia y la naturaleza insustancial de los dharmas. Los sutras del PP dan el símil de un mago (māyākāra: 'ilusionista') que, cuando aparentemente está matando a sus personas ilusorias al cortarles la cabeza, realmente no mata a nadie y lo compara con llevar al despertar a los seres (mediante el 'corte' 'la conceptualización de la autoestima; Skt: ātmadṛṣṭi chindati) y el hecho de que esto también es, en última instancia, como una ilusión, porque sus agregados "no están vinculados ni liberados". La ilusión, entonces, es la conceptualización y fabricación mental de los dharmas como existentes o no existentes, como surgiendo o no surgiendo. Prajñāpāramitā ve a través de esta ilusión, estar vacío de conceptos y fabricaciones..
Percibir dharmas y seres como una ilusión (māyādharmatām) se denomina "gran armadura" (mahāsaṃnaha) del Bodhisattva, que también se denomina "hombre ilusorio" (māyāpāpuruṣa).

### Adiciones posteriores
Según Paul Williams, otro tema importante de los sutras del PP es "el fenómeno de la auto-referencia laudatoria - el elogio prolongado del propio sutra, los méritos inmensos que se obtienen al tratar incluso un verso de él con reverencia, y las penas desagradables que se acumulará de acuerdo con el karma para aquellos que denigran la escritura."
Según Edward Conze, los sutras de PP agregaron mucho material doctrinal nuevo en las capas posteriores y los textos más grandes. Conze enumera los últimos acentos como:
1. El creciente sectarismo, con todo el rencor, la invectiva y la polémica que eso implica.
2. Aumento del escolasticismo y la inserción de listas de Abhidharma más y más largas.
3. Creciente énfasis en la habilidad en los medios y en sus subsidiarias, como el Voto del Bodhisattva y los cuatro medios de conversión, y sus secuencias lógicas, como la distinción entre verdad provisional y última
4. Una creciente preocupación con el budista de la fe, con sus Budas celestes y Bodhisattva y sus campos de Buda;
5. Una tendencia hacia la verbosidad, la repetitividad y la sobre-elaboración.
6. Lamentaciones sobre el declive del Dharma
7. Exposiciones del significado oculto que se hacen más frecuentes cuanto más se oscurece el significado original
8. Cualquier referencia al cuerpo de Dharma de Buda como algo diferente de un término para la recopilación de sus enseñanzas.
9. Una doctrina más y más detallada de las etapas graduadas (bhumi) de la carrera de un Bodhisattva.

## Prajñāpāramitā en el arte visual
El Prajnaparamita se personifica a menudo como un bodhisattvadevi (bodhisattva femenino). Los artefactos de Nalanda representan la Prajnaparamita personificada como una deidad. La representación de Prajnaparamita como una deidad Yidam también se puede encontrar en el arte antiguo de Java y Camboya.

### Prajñāpāramitā en la antigua Indonesia

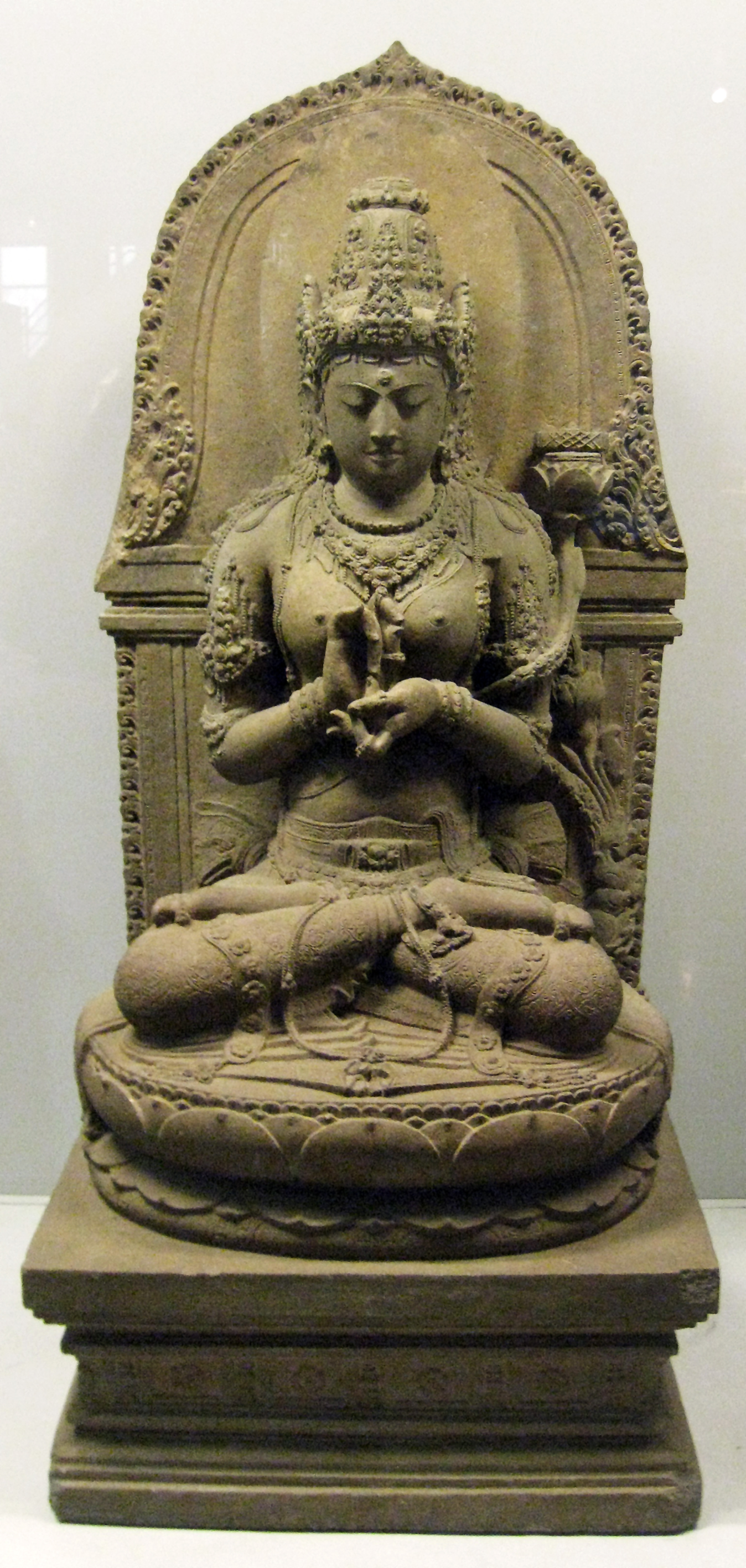
Estatua de Prajñāpāramitā de Java Oriental, Indonesia.

El budismo Mahayana se arraigó en la antigua corte de Java Sailendra en el siglo VIII. La reverencia Mahayana de la deidad budista femenina comenzó con el culto de Tara consagrado en el templo Kalasan del siglo VIII en Java Central. Algunas de las funciones y atributos importantes de Prajnaparamita se pueden rastrear a los de la diosa Tara. Tara y Prajnaparamita se conocen como madres de todos los budas, ya que los budas nacen de la sabiduría. La dinastía Sailendra también era la familia gobernante de Srivijaya en Sumatra. Durante el reinado del tercer rey Pala Devapala (815-854) en India, Srivijaya Maharaja Balaputra de Sailendras también construyó uno de los principales monasterios de Nalanda en la India. A partir de entonces, ediciones manuscritas del Ashtasahasrika Prajnaparamita Sutra que circula en Sumatra y Java instigaron el culto de la Diosa de la Sabiduría Trascendente.
En el siglo XIII, el budismo tántrico obtuvo el patrocinio real del rey Kertanegara de Singhasari, y posteriormente se produjeron algunas de las estatuas de Prajnaparamita en la región, como la Prajnaparamita de Singhasari en Java Oriental y Prajnaparamita de Muaro Jambi Regency, Sumatra. Tanto Java Oriental como Jambi Prajnaparamitas tienen un parecido con el estilo, ya que se produjeron en el mismo período, sin embargo, desafortunadamente, Prajnaparamita de Jambi no tiene cabeza y se descubrió en mal estado.
La estatua de Prajnaparamita de Java Oriental es probablemente la representación más famosa de la diosa de la sabiduría trascendental, y se considera la obra maestra del arte antiguo budista-clásico de Java en Indonesia. Fue descubierto en las ruinas de Cungkup Putri cerca del templo Singhasari, Malang, Java Oriental. Hoy en día, la bella y serena estatua se exhibe en el segundo piso de Gedung Arca, Museo Nacional de Indonesia, Yakarta.

## Traducciones seleccionadas al inglés
| Author               | Title | Publisher                                          | Notes | Year |
| -------------------- | --- | -------------------------------------------------- | --- | ---- |
| Edward Conze         | Selected Sayings from the Perfection of Wisdom ISBN 978-0877737094                                                                                               | Buddhist Society, London                           | Porciones de varios sutras de Perfección de la Sabiduría | 1978 |
| Edward Conze         | The Large Sutra on Perfect Wisdom ISBN 0-520-05321-4 | University of California                           | Principalmente la versión en 25,000 líneas, con algunas partes de las versiones en 100,000 y 18,000 líneas                                                                                            | 1985 |
| Edward Conze         | Buddhist Wisdom Books ISBN 0-04-440259-7 | Unwin                                              | El Sutra del Corazón y el Sutra del Diamante con comentarios | 1988 |
| Edward Conze         | The Perfection of Wisdom in Eight Thousand Lines and its Verse Summary ISBN 81-7030-405-9                                                                        | Four Seasons Foundation                            | El texto más antiguo en una combinación de traducción estricta y resumen | 1994 |
| Edward Conze         | Perfect Wisdom; The Short Prajnaparamita Texts ISBN 0-946672-28-8                                                                                                | Buddhist Publishing Group, Totnes. (Luzac reprint) | La mayoría de los sutras cortos: Perfección de la sabiduría en 500 líneas, 700 líneas, El Sutra del corazón y El Sutra del diamante, una palabra, más algunos sutras tántricos, todos sin comentarios | 2003 |
| Geshe Tashi Tsering  | Emptiness: The Foundation of Buddhist Thought, ISBN 978-0-86171-511-4                                                                                            | Wisdom Publications                                | Una guía sobre el tema del vacío desde una perspectiva budista tibetana, con la traducción al inglés del Sutra del corazón.                                                                           | 2009 |
| Lex Hixon            | Mother of the Buddhas: Meditation on the Prajnaparamita Sutra ISBN 0-8356-0689-9                                                                                 | Quest                                              | Versos seleccionados del Prajnaparamita en 8000 líneas | 1993 |
| R.C. Jamieson        | The perfection of wisdom, ISBN 978-0-67088-934-1 | Penguin Viking                                     | Prólogo de H.H. el Dalái lama; ilustrado con Cambridge University Library Manuscript Add.1464 y Manuscript Add.1643                                                                                   | -    |
| Richard H. Jones     | The Heart of Buddhist Wisdom: Plain English Translations of the Heart Sutra, the Diamond-Cutter Sutra, and other Perfection of Wisdom Texts, ISBN 978-1478389576 | Jackson Square Books                               | Traducciones claras y resúmenes de los textos más importantes con ensayos | 2012 |
| Geshe Kelsang Gyatso | Heart of Wisdom ISBN 0-948006-77-3 | Tharpa                                             | El Sutra del Corazón con un comentario tibetano | 2001 |
| Lopez, Donald S.     | Elaborations on Emptiness ISBN 0-691-00188-X | Princeton                                          | El Sutra del Corazón con ocho completos comentarios indios y tibetanos | 1998 |
| Lopez, Donald S.     | The Heart Sutra Explained ISBN 0-88706-590-2 | SUNY                                               | El Sutra del Corazón con un resumen de los comentarios de la India | 1987 |
| Rabten, Geshe        | Echoes of Voidness ISBN 0-86171-010-X | Wisdom                                             | Incluye el Sutra del corazón con comentario tibetano | 1983 |
| Thich Nhat Hanh      | The Heart of Understanding ISBN 0-938077-11-2 | Parallax Press                                     | El Sutra del corazón con un comentario vietnamita Thiền | 1988 |
| Thich Nhat Hanh      | The Diamond that Cuts Through Illusion ISBN 0-938077-51-1 | Parallax Press                                     | El Sutra del Diamante con un comentario vietnamita de Thiền | 1992 |
| Red Pine             | The Diamond Sutra: The Perfection of Wisdom; Text and Commentaries Translated from Sanskrit and Chinese ISBN 1-58243-256-2                                       | Counterpoint                                       | El Sutra del Diamante con el comentario de Chán / Zen | 2001 |
| Red Pine             | The Heart Sutra: the Womb of Buddhas ISBN 978-1593760090 | Counterpoint                                       | Sutra del Corazón con comentario | 2004 |
| 14.° Dalái lama      | Essence of the Heart Sutra, ISBN 978-0-86171-284-7 | Wisdom Publications                                | Sutra del Corazón con comentarios del 14.º Dalái lama | 2005 |
| Doosun Yoo           | Thunderous Silence: A Formula For Ending Suffering: A Practical Guide to the Heart Sutra, ISBN 978-1614290537                                                    | Wisdom Publications                                | Traducción al inglés del Sutra del Corazón con comentario del coreano Seon | 2013 |
| Kazuaki Tanahashi    | The Heart Sutra: A Comprehensive Guide to the Classic of Mahayana Buddhism, ISBN 978-1611800968                                                                  | Shambhala Publications                             | Traducción al inglés del Sutra del Corazón con historia y comentarios | 2015 |

## Literatura
- Karashima, Seishi (2010). A Glossary of Lokakṣema's translation of the Aṣṭasāhasrikā Prajñāpr̄amitā. Vol XI. The International Research Institute for Advanced Buddhology, Soka Univ. ISBN 978-4-904234-03-7. Archivado desde el original el 8 de enero de 2014. Consultado el 30 de diciembre de 2018.
- Müller, F. Max, trans (1894). Buddhist Mahâyâna texts Vol.2, Oxford, Clarendon Press. (The Vagrakkedikâ, the larger Pragñâ-pâramitâ-hridaya-sûtra, the smaller Pragñâ-pâramitâ-hridaya-sûtra)

- Vaidya, P.L, ed. (1960). Aṣṭasāhasrikā Prajñāpāramitā with Haribhadra’s Commentary Called āloka 4. Darbhanga: The Mithila Institute.